# Take Ionescu

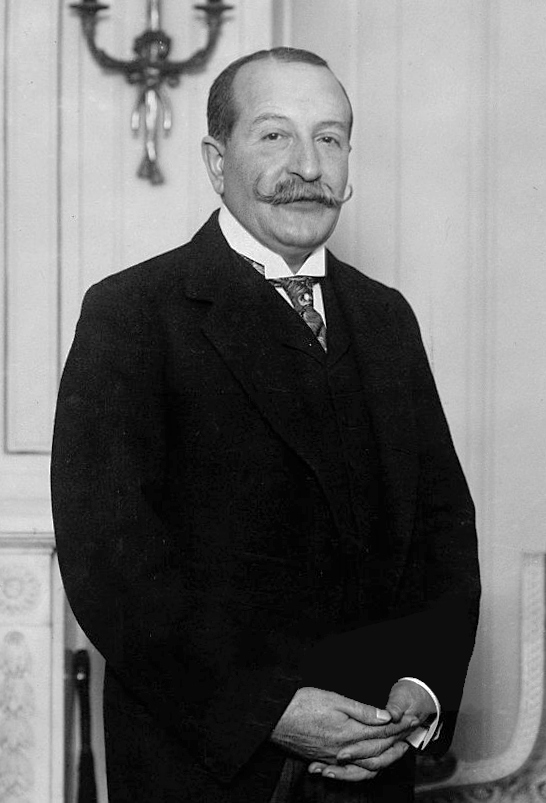
Take Ionescu im Jahre 1913

Take Ionescu (* 25. Oktober 1858; † 2. Juni 1922) war ein rumänischer Anwalt, Journalist und Politiker. Er bekleidete mehrere Ministerämter und war von Dezember 1921 bis Januar 1922 Ministerpräsident des Königreichs Rumänien.

## Leben und Wirken
Take Ionescu wurde 1858 in Ploiești als Sohn eines Getreidehändlers geboren. Seine Mutter war eine Verwandte des bedeutenden Schriftstellers Ion Heliade-Rădulescu. Ionescu machte 1875 sein Abitur in Bukarest und ging anschließend nach Paris, wo er ein Jurastudium aufnahm. Nach seiner Rückkehr nach Rumänien begann er in den 1880er Jahren seine politische Karriere in der Nationalliberalen Partei. Er gehörte zu einer Generation von im Westen ausgebildeten Jungpolitikern, welche im politischen System des nach Modernisierung strebenden Landes Mitgestaltung einforderte. 1884 wurde er Abgeordneter, später wandte er sich den Konservativen zu und wurde 1891 erstmals Kabinettsmitglied, wobei er den Posten des Unterrichtsministers bekleidete. Parteiwechsel waren zu jener Zeit in Rumänien keine Seltenheit, die Politiker waren Ideologie und Karrierestreben betreffend eher individualistisch. 1898, nachdem er seinen Ministerposten durch einen Regierungswechsel verloren hatte, gründete er die französischsprachige Zeitung La Roumanie, in welcher großrumänische Positionen vertreten wurden. Während des Bauernaufstandes von 1907 vertrat er entschieden die Seite der Großgrundbesitzer und der Nutznießer des Erbbaurechts. 1908 gründete Ionescu nach einem Zerwürfnis mit den Konservativen seine eigene Partei, die Demokratisch-Konservative Partei, welche gesellschaftlich konservativ und antisozialistisch eingestellt war. Ionescu nannte die britischen Tories als Vorbild seiner Gruppierung. Zwischen 1912 und 1913 war er Innenminister. Während des Ersten Weltkriegs spielte er eine Schlüsselrolle beim Beitritt Rumäniens zur Entente. 1919 reiste er als Delegierter zu den Pariser Friedenskonferenz, vor seiner Regierungsübernahme amtierte er als einige Monate als Außenminister, wobei er für die Schaffung des pro-französischen Bündnisses der sogenannten Kleinen Entente entscheidend war. Dieses sollte die Nachkriegsordnung Südost- und Mitteleuropas gegen die potentiell revisionistischen Mächte Deutschland, Österreich, Ungarn und Bulgarien absichern und bestand aus Rumänien und den neuen Staaten Tschechoslowakei und Jugoslawien. Rumänien hatte nach dem Ersten Weltkrieg sein Gebiet mehr als verdoppeln können und hatte somit ein großes Interesse an der Beibehaltung des Status quo. Seine Amtszeit als Regierungschef endete nach wenigen Wochen durch ein Misstrauensvotum. Nach seinem Rücktritt verstarb er im Juni 1922 in Italien, nach seinem Ableben bildeten sich Legenden um eine mögliche Ermordung.